# Deuterophlebia
Deuterophlebia Edwards, 1922, è un genere di insetti dell'ordine dei Ditteri (Nematocera: Blephariceromorpha), associati ad ambienti acquatici con acque correnti. È l'unico genere rappresentato nella famiglia dei Deuterophlebiidae Edwards, 1922.

## Descrizione
Gli adulti di Deuterophlebia sono insetti di piccole dimensioni, con corpo delicato, lungo circa 3 mm, con livrea di colore scuro e con ali blu-argentate.
Il capo è libero ma nascosto dalla proiezione in avanti del torace. Occhi ben sviluppati, ocelli assenti. Le antenne sono composte da sei articoli filiformi e sono generalmente molto più lunghe del corpo, arrivando in alcune specie a lunghezze dell'ordine di quasi un centimetro. L'apparato boccale è atrofico.
Il torace è corto nei Blephariceridae e nei Deuterophlebiidae è fortemente convesso, proteso in avanti fino a nascondere il capo. Le zampe sono esili e notevolmente allungate. Le ali sono particolarmente sviluppate in lunghezza, tenute verticalmente in posizione di riposo. Hanno una nervatura molto ridotta e sostituita da una rete di pieghettature che si sviluppano longitudinalmente e trasversalmente simulando la griglia di un ventilatore.
L'addome è sottile e allungato, più largo nella porzione prossimale.
Le larve sono apode, eucefale e apneustiche, con tegumento robusto nella parte dorsale. La respirazione avviene per mezzo di strutture tegumentali assimilabili a branchie. Hanno il capo distinto, torace suddiviso in tre segmenti e privo di appendici, addome composto da otto uriti apparenti. Le antenne sono relativamente lunghe e generalmente biforcate. L'addome si espande lateralmente con sette paia di pseudopodi. Ciascun pseudopodio termina ventralmente con una ventosa circolare, la cui funzione è permettere l'ancoraggio della larva ai fondi rocciosi dei torrenti.
La pupa è depressa in senso dorso-ventrale, con cuticola è fortemente sclerotizzata sulla parte dorsale, e fornita di organi adesivi che permettono l'ancoraggio al substrato.

## Biologia
Lo sviluppo postembrionale è di tipo olometabolico, con 4 stadi di larva e uno di pupa.
Le larve occupano le stesse nicchie ecologiche di quelle dei Blephariceridae, rispetto alle quali mostrano evidenti analogie etologiche e morfologiche. Si rinvengono su rocce sommerse di torrenti montani e si nutrono di alghe, diatomee e altri microrganismi, le cui colonie si sviluppano su questi substrati, raschiandole con l'apparato boccale. Fattori ambientali di grande importanza sono le caratteristiche delle rocce, la temperatura delle acque, la velocità della corrente, la pulizia, la variazione della portata nel corso dell'anno. In particolare, sono in genere preferiti i torrenti con acque fresche, di temperatura variabile da 0 °C a 20 °C, con portata continua per tutto l'anno e con velocità di flusso di 1-2 m/s. Le esigenze specifiche variano tuttavia secondo la specie. Colonizzano anche corsi d'acqua che ghiacciano durante l'inverno, mentre sono evitati i torrenti che vanno in secca in alcuni periodi dell'anno. A differenza delle larve dei Blephariceridae, quelle di Deuterophlebia non si adattano a superfici estremamente lisce, probabilmente per la differente struttura delle ventose.
L'impupamento ha luogo in genere in depressioni o cavità, ancora su rocce sommerse e aderendo ad esse. Il meccanismo di sfarfallamento, infatti, analogo a quello dei Blephariceridae, richiede che la pupa sia ancorata al substrato, in quanto l'adulto provoca la fenditura dorsale della cuticola pupale esercitando una pressione con le zampe sul substrato. L'emergenza avviene con meccanismi differenti nei due sessi.
L'etologia degli adulti è di fondamentale importanza per la perpetuazione della specie. Questi insetti, infatti, hanno apparato boccale atrofico e apparato digerente rudimentale, perciò non possono alimentarsi e sfruttano le riserve energetiche accumulate durante la fase larvale. Di conseguenza la loro vita è molto breve: i maschi, presumibilmente, non vivono più di 2-3 ore, mentre le femmine vivono circa 24 ore, il tempo necessario per deporre le uova dopo l'accoppiamento.
Questi vincoli sono alla base di vari aspetti relativi al comportamento degli adulti. Gli sfarfallamenti sono marcatamente sincronizzati e l'attività inizia immediatamente dopo, con il massimo di intensità dopo circa 30 minuti. L'accoppiamento è correlato all'identificazione visiva dei maschi da parte delle femmine e sono perciò di grande importanza le condizioni ambientali in riferimento all'illuminazione e ai contrasti. I maschi volano in piccoli sciami, procedendo a zig zag e con moto alternativo sopra la corrente del torrente. Le femmine volano più lente, ad una maggiore altezza e procedendo in linea retta. Secondo COURTNEY questo differente comportamento, unitamente alla longevità, è alla base degli obiettivi biologici: i maschi spendono le loro riserve energetiche nel volo nuziale e nell'accoppiamento, mentre le femmine risparmiano le energie, durante il volo nuziale, per dedicarle alla ricerca del sito di ovideposizione. La fecondità è relativamente bassa; ogni femmina depone probabilmente 100-150 uova, perciò è presumibile che l'ovideposizione avvenga dopo un'accurata scelta del sito. Un altro aspetto comportamentale associato all'ovideposizione è la perdita delle ali, caratteristica che ricorre anche nei Nymphomyiidae. Non è certo, invece, il meccanismo dell'ovideposizione: secondo COURTNEY, la femmina si immerge e depone le uova direttamente sui siti di pascolamento delle larve, sebbene esistano ipotesi alternative che contemplano l'immersione dell'addome e il rilascio nell'acqua da un sito emergente.

## Aspetti evolutivi
Fra i problemi, ancora irrisolti, relativi alla tassonomia dei Ditteri, da decenni si dibatte sulle correlazioni evolutive fra i Nymphomyiidae, i Blephariceridae e i Deuterophlebiidae. Queste tre famiglie sono infatti inserite, da molti Autori, in un unico raggruppamento, quello dei Blephariceromorpha. Oltre ad alcune analogie morfologiche (in particolare più strette fra Blephariceridae e Deuterophlebiidae), l'elemento comune è l'habitat colonizzato da questi insetti. Ciò farebbe pensare a differenziazioni evolutive che hanno condotto alle attuali famiglie e ad un carattere monofiletico dei Blephariceromorpha.
Altri Autori, invece, rimarcano una sostanziale divergenza filogenetica fra i Nymphomyiidae da un lato e i Blepharicoidea da un altro, sulla base della forte differenziazione morfologica esistente fra i Nymphomyiidae e tutti gli altri Ditteri.
Un interessante aspetto evolutivo è stato sottolineato da ROHDENDORF et al. (1974) mettendo a confronto la morfologia delle larve dei Deuterophlebiidae e dei Blephariceridae in relazione allo sviluppo dell'afagia. Le larve dei Deuterophlebiidae avrebbero sviluppato nel corso della loro evoluzione, un miglioramento della loro efficienza alimentare, che si traduce nella morfologia caratterizzata da un capo libero, capace di movimenti più ampi. La specializzazione evolutiva delle larve avrebbe compensato la regressione evolutiva degli adulti, per i quali si è sviluppata l'afagia e la conseguente riduzione della longevità. Tali ipotesi fanno ritenere che i progenitori ancestrali fossero ditteri con un'etologia sostanzialmente simile a quella dei Blephariceridae e che la biologia e la morfologia degli attuali Deuterophlebiidae siano interpretabili come adattamenti evolutivi a condizioni ambientali che da un lato favoriscono la fase larvale mentre, dal lato opposto, sono penalizzanti nei confronti degli adulti. I Deuterophlebiidae sono effettivamente organismi stenobionti, come dimostra la loro diffusione circoscritta ad habitat fortemente caratterizzati.

## Distribuzione
La famiglia ha una diffusione limitata alla regione paleartica orientale alla parte nordoccidentale della regione orientale e alla regione neartica occidentale, in habitat tipicamente montani. Tale diffusione è frammentata in areali specifici; ciò si deve al fatto che gli adulti di Deuterophlebia hanno una vita brevissima e una capacità di dispersione limitata, perciò una specie è pressoché impossibilitata ad estendere il proprio areale in habitat non contigui.

## Sistematica
La famiglia dei Deuterophlebiidae comprende, fra le forme esistenti, il solo genere Deuterophlebia, con otto specie asiatiche descritte e altre sei nordamericane:
- Specie asiatiche:
  - Deuterophlebia bicarinata Courtney, 1994. Segnalata nel sud della penisola coreana.
  - Deuterophlebia blepharis Courtney, 1994. Specie himalayana, segnalata nel Sikkim.
  - Deuterophlebia brachyrhina Courtney, 1994. Specie himalayana, segnalata nel nord dell'Assam (India nordorientale).
  - Deuterophlebia mirabilis Edwards, 1922. È diffusa in un ampio areale nelle regioni montuose dell'Asia centrale: nelle catene dell'Himalaya, del Karakorum, dell'Hindi Kush, del Tien Shan e in parte degli Altai.
  - Deuterophlebia nipponica Kitakami, 1938. Segnalata in due delle maggiori isole dell'arcipelago giapponese (Honshū e Kyūshū)
  - Deuterophlebia oporina Courtney, 1994. Specie himalayana, segnalata nel Sikkim e nel nord dell'Assam, ma è probabilmente presente in altre regioni adiacenti.
  - Deuterophlebia sajanica Jedlicka & Halgos, 1924. Segnalata nei Monti Altai e Sajany.
  - Deuterophlebia tyosenensis Kitakami, 1938. Segnalata nel centro e nel nord della penisola coreana.

- Specie nordamericane:
  - Deuterophlebia coloradensis Pennak, 1945. Ha un'ampia distribuzione sulle Montagne Rocciose, con un areale che si estende dalla California e dal Colorado al territorio dello Yukon.
  - Deuterophlebia inyoensis Kennedy, 1960. Inizialmente segnalata in California, nella Sierra Nevada, ha anch'essa un'ampia distribuzione che si estende fino allo Yukon.
  - Deuterophlebia nielsoni Kennedy, 1958. Segnalata in California, nella Sierra Nevada.
  - Deuterophlebia personata Courtney, 1990. Ha un'ampia distribuzione nelle Montagne Rocciose, segnalata in California, Oregon, Washington e Columbia Britannica.
  - Deuterophlebia shasta Wirth, 1951. Segnalata in tre torrenti montani della California nordoccidentale e dell'Oregon sudoccidentale.
  - Deuterophlebia vernalis Courtney, 1990. Segnalata solo in due torrenti dello stato di Washington.